# Lago Huechulafquén
Lago Huechulafquén är en sjö i Argentina.   Den ligger i provinsen Neuquén, i den sydvästra delen av landet, 1 300 km väster om huvudstaden Buenos Aires. Lago Huechulafquén ligger 894 meter över havet. Arean är 78 kvadratkilometer. Den sträcker sig 11,4 kilometer i nord-sydlig riktning, och 36,5 kilometer i öst-västlig riktning.
Trakten runt Lago Huechulafquén består i huvudsak av gräsmarker. Runt Lago Huechulafquén är det mycket glesbefolkat, med 3 invånare per kvadratkilometer.